# KUD „Svetozar Marković” Beograd
Kulturno umetničko društvo „Svetozar Marković“ je osnovano 1945. godine. Za protekle godine rada kroz sekcije društva prošlo je 7000 članova.
Ostvaren je veliki broj nastupa u zemlji i širom Evrope. Društvo je i jedan od dvadeset osnivača Saveza KUD-ova Beograda. U prethodnim godinama, zlatnim slovima, u vremeplovu društva ostale su upisane: 1969, 1970. i 1972. To su godine u kojima je KUD osvajao prvo mesto na takmičenju „Amateri svome gradu“. Društvo je predstavljalo grad Beograd na manifestaciji „Putevima revolucije“, a iz tog perioda je i dvadesetak priznanja među kojima treba spomenuti Oktobarsku nagradu grada Beograda za zasluge u amaterizmu.
Sadašnja generacija izvođačkog i dečjeg ansambla ne zaostaje za prošlim generacijama. Društvo je 2005. godine dobilo Zlatnu plaketu za 60 godina uspešnog rada. Ovo priznanje dodeljuje Savez amatera Srbije. Iste godine osvojena je prva nagrada za nošnje u koreografiji „Igre iz Bosilegradskog krajišta“. Na manifestaciji „Prela i posela“ osvojeno je prvo mesto za najbolji igrački ansambl, nošnju i koreografiju u „Igrama iz Valjevske Kolubare“. Osvojen je Zlatni opanak 2006. godine za najbolji igrački par u koreografiji „Igre iz Vladičinog Hana“.
Na takmičenju "Amateri svome gradu" 2006. godine KUD je ušao među deset najboljih folklornih ansambala, na istom takmičenju ženska pevačka grupa je osvojila treće mesto, a frulaš iz orkestra društva prvo mesto. Na međunarodnom takmičenju u Zakopanima u Poljskoj, u konkurenciji 17 internacionalnih ansambala KUD je osvojio drugo mesto. U Rafailovićima 2006. godine dečji ansambl je osvojio prvo mesto.
Društvo danas broji oko 350 članova koji rade u izvođačkom, pripremnom , dečjem ansamblu, tri škole folklora, ženskoj pevačkoj grupi i narodnom orkestru.U okviru svog delovanja društvo organizuje četiri velike manifestacije: "Dane Srpskog sabora" u Ostružnici, "Gospojinski sabor" u Velokoj Moštanici, "Dečji festival" za Trojice, koji se odvija u dva dela, na Umci i u Obrenovcu i kulturno-sportska manifestacija "Septembar na Umci".
U zadnoj deceniji KUD "Svetozar Marković" je, pored velikog broja nastupa u Srbiji, gostovao i u Republici Srpskoj, Crnoj Gori, Mađarskoj, Slovačkoj, Makedoniji, Češkoj, Poljskoj, Bugarskoj, Rumuniji, Italiji, Francuskoj, Španiji, Grčkoj... KUD danas na programu ima 23 koreografije i većina njih (oko 90%) je pokrivena originalnim kostimima ili njihovim vernim kopijama koji su u vlasništvu društva.